# Arquivo Histórico Municipal (São Paulo)
O Arquivo Histórico Municipal de São Paulo é responsável pela guarda, preservação, divulgação e estudo dos documentos considerados de valor histórico produzidos ou adquiridos pela administração pública da cidade de São Paulo. A data mais aceita para a sua fundação é 17 de outubro de 1907. Durante 41 anos, de 1969 a 2010, era oficialmente denominado Arquivo Histórico Municipal Washington Luís. Esteve subordinado ao Departamento do Patrimônio Histórico até 2012, quando se torna um departamento subordinado diretamente ao Gabinete da Secretaria Municipal de Cultura e atende a administração da capital paulista, pesquisadores e interessados em geral.
A instituição conserva um acervo de aproximadamente 4,5 milhões de documentos textuais (ou mil metros lineares), abrangendo o período que vai do século XVI às primeiras décadas após a Proclamação da República, além de imagens e registros sonoros. Também existem exposições permanentes e temporárias no local.
O AHM detém a custódia das Atas da Câmara de Santo André da Borda do Campo, dos períodos entre 1555 e 1558, considerados os documentos mais antigos da América Latina.
Desde o ano 2000 tem como sede o Edifício Ramos de Azevedo, antigo prédio da Escola Politécnica de São Paulo, no bairro do Bom Retiro. Anteriormente, o Arquivo Histórico já havia ocupado outros quatro imóveis.

## Histórico
A data de início do acervo é incerta. Pelo menos desde 1899 há registros de um “arquivo” da Prefeitura de São Paulo, ligado à Secretaria Geral, que prioritariamente armazenava documentos correntes relacionados a burocracia da cidade.
Na lei número 1.051 de 1907 é criada uma Seção para ser a responsável pelos serviços de instrução pública, estatística e arquivo municipal. Desde então, os documentos em posse da Prefeitura passaram a ser sistematizados, organizados, e, posteriormente divulgados.
A regulamentação do arquivo só veio a ocorrer quatro anos mais tarde por meio do Ato nº 400. Como a criação do Departamento de Cultura do Município. Em 1935, foi constituída a Divisão de Documentação Histórica e Social, que desempenhava as funções que hoje são do Arquivo Histórico Municipal. No ato nº 861/1935 consta o que deveria ser feito pela subdivisão de Documentação Histórica: “recolher, restaurar e conservar documentos históricos ou antigos, pondo-os em condições de serem consultados e publicados”.
De acordo com o artigo 32 do Decreto-Lei n.° 430 do dia 8 de junho de 1947: "A Divisão do Arquivo Histórico é o órgão incumbido de recolher, restaurar e conservar os papéis e documentos históricos e antigos, pondo-os em condições de serem consultados e publicados; de coligir leis, atos e outras matérias que possam interessar à administração; de propor denominação para os logradouros públicos; de promover concursos históricos; de editar a Revista do Arquivo [...]".
Até 2010 o Arquivo Histórico Municipal levava o nome do prefeito, presidente de Província e presidente da República Washington Luís Pereira de Sousa (1869-1957). Foi na sua gestão a frente da prefeitura de São Paulo, de 1914 a 1919, que começaram a publicação das Atas da Câmara Municipal de São Paulo. Ao todo, foram editados 82 volumes dessas atas, abrangendo o período de 1562 a 1903, com exceção de alguns anos dos quais não foram encontrados os originais. Até o sétimo volume o título foi "Actas da Camara de Vila de São Paulo". Do oitavo em diante, o título foi o "Atas da Câmara da Cidade de São Paulo".Além das Atas também foram também editados pelo Arquivo Histórico 20 volumes de Cartas de Datas de Terra e 38 volumes do Registro Geral da Câmara.

## Edifício Ramos de Azevedo

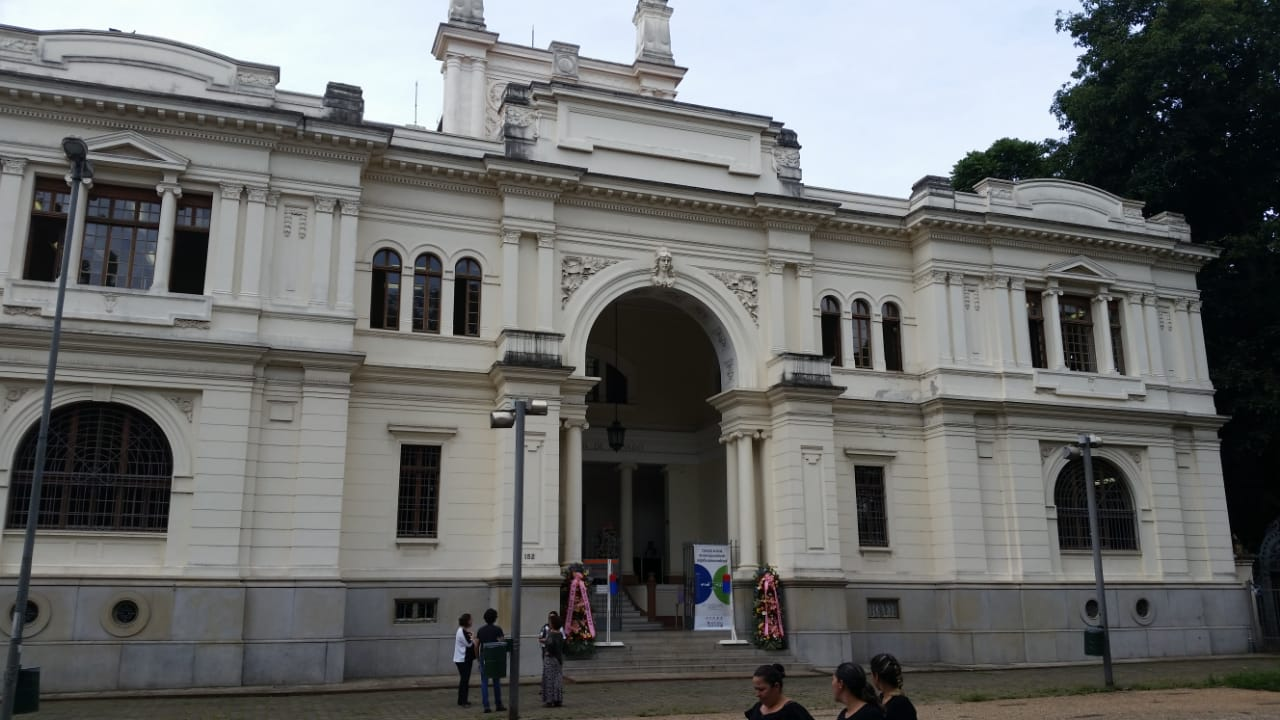
Visão panorâmica do Edifício Ramos de Azevedo, novembro de 2018

O prédio foi inaugurado em 17 de abril de 1920 e a construção esteve sob responsabilidade do escritório do famoso arquiteto Francisco de Paula Ramos de Azevedo (1851-1928), que dá nome ao edifício. Inicialmente foi construído para ser uma extensão da Escola Politécnica, hoje um braço da Universidade de São Paulo, destinada aos cursos de Eletrotécnica e Mecânica.
Outras obras do Ramos de Azevedo na capital paulista: Theatro Municipal, Casa das Rosas, Museu Catavento, Pinacoteca de São Paulo, Mercado Municipal e Palácio da Justiça.
No ano de 1987 o prédio passa a ser propriedade da Prefeitura Municipal de São Paulo e, em 2000, após ser submetido à adequações, foi aberto ao público já abrigando o Arquivo Histórico Municipal. Além do AHM, também funcionam no prédio o Conselho Municipal de Preservação do Patrimônio Histórico, Cultural e Ambiental da Cidade de São Paulo e a Diretoria do Departamento de Preservação Histórica.
Arquitetonicamente, o edifício conta com dois vitrais feitos pela Casa Conrado, a mesma empresa que executou os vitrais do Mercado Municipal. Os lances de escadas que dão acesso ao segundo piso, foram confeccionados pelo Liceu de Artes e Ofícios da cidade.

## Estrutura

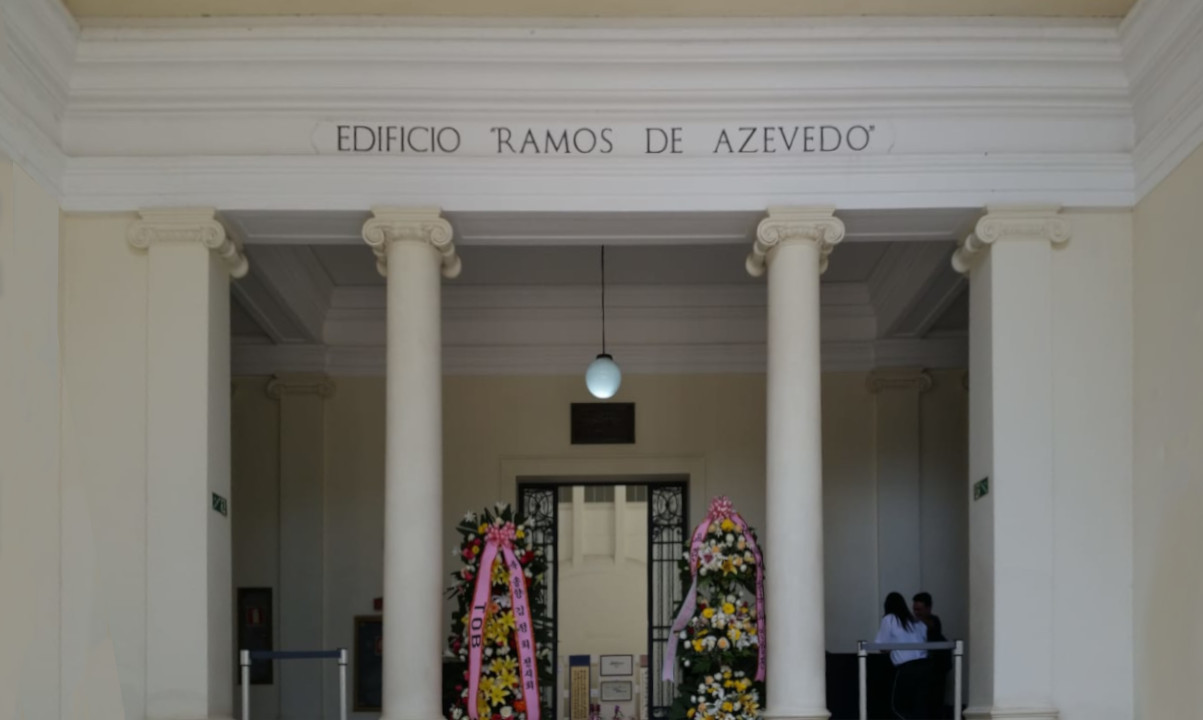
Entrada do Edifício que abriga o Arquivo Histórico de São Paulo

O AHM é composto pelo Edifício Ramos de Azevedo e mais dois prédios anexos. Um, conhecido como “Torre da Memória” (antiga Casa do Politécnico) abriga a Biblioteca e uma espécie de reserva técnica; o outro é onde estão os arquivos que disponíveis para consulta.
A biblioteca tem um acervo com aproximadamente 7.000 exemplares de livros, a hemeroteca conta com 2.700 exemplares de periódicos além de um arquivo de recortes de jornais e revistas com cerca de 900 pastas, sobre a história dos bairros, dos edifícios e da cidade. Quase a totalidade dos exemplares estão voltados à  História de São Paulo e para a questão da administração da cidade. Também há na biblioteca uma coleção de obras raras. As informações sobre o acervo bibliográfico da instituição integra o Sistema Municipal de Bibliotecas, que pode ser consultado na internet.
O Arquivo Municipal de São Paulo tem um cadastro com cerca de 65 mil históricos das ruas da cidade.

## Subdivisões

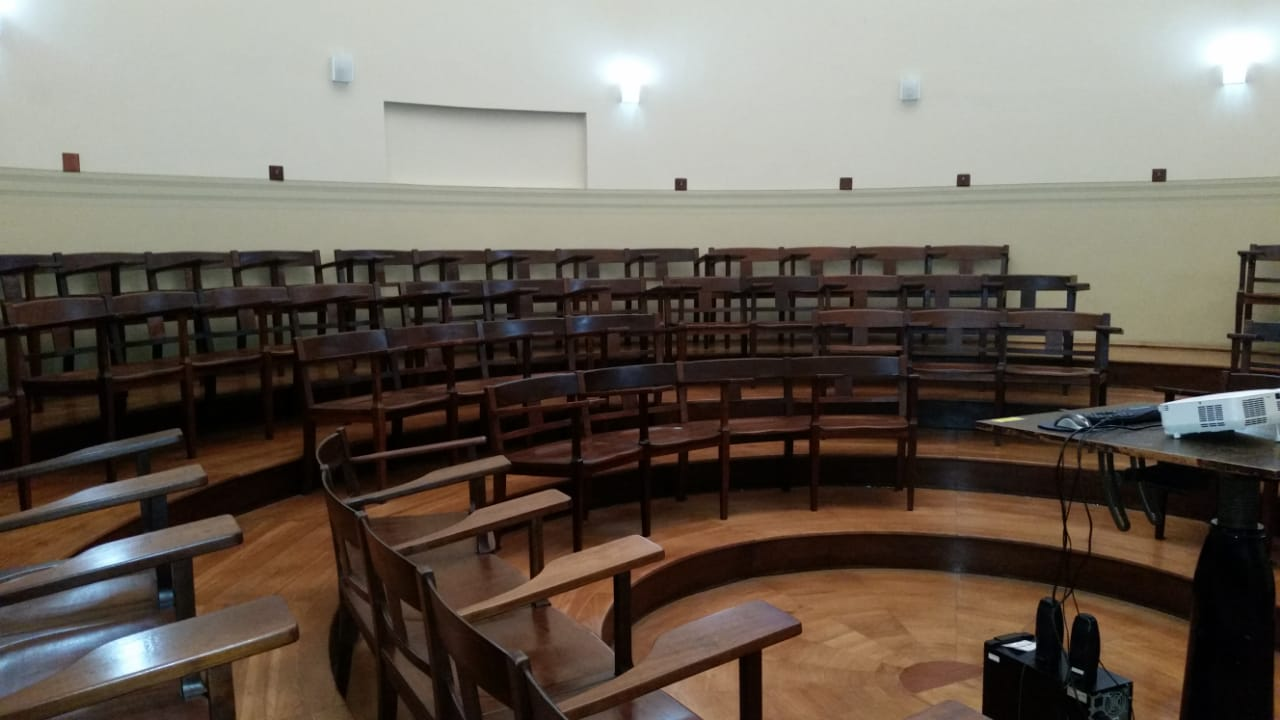
Anfiteatro restaurado da antiga Escola Politécnica

O Arquivo Municipal é organizado em subdivisões, que anteriormente chama-se de secções. A Subdivisão de Documentação Histórica compreende os documentos que tem atendem a requisitos específicos de relevância e tempo de publicação. Já a Subdivisão de Documentação Social e Estatísticas Municipais lida mais diretamente com um arquivos relacionados à administração pública. Antes de serem disponibilizados para consulta, os documentos são higienizados e catalogados.
Para o Ato de 1936 (art. 217, parágrafo único), “papel e documento histórico ou antigo é todo aquele existente no Arquivo Municipal há mais de 30 anos”.
Entre as subdivisões também existe um arquivo especializado no nomes das ruas e praças da cidade.

## Outras sedes

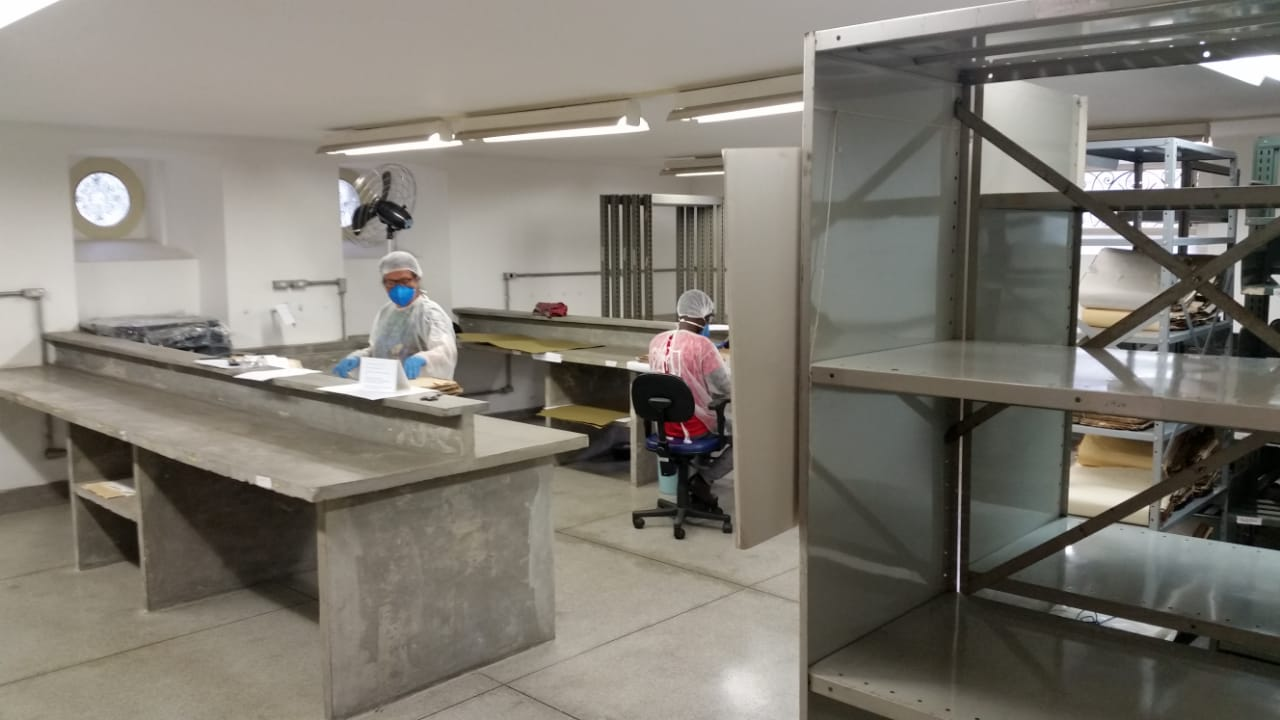
No subsolo do Edifício existem salas para a restauração e preservação de documentos

Antes de ocupar o Edifício Ramos de Azevedo, o Arquivo Histórico Municipal já esteve sediado em vários imóveis na cidade. Nos anos 1950 era localizado juntamente com vários órgãos do Departamento de Cultura, na Rua da Cantareira, no centro.
A instituição ainda esteve abrigada na Rua Brigadeiro Tobias e na Rua da Consolação, na antiga sede da Chácara Lane. Em seguida, após um processo de restauração, foi transferida para a Casa nº 1, próximo ao Pátio do Colégio (marco zero da capital paulista).
Desde 2000 está no Edifício Ramos de Azevedo, na Praça Coronel Fernando Prestes no bairro do Bom Retiro. Além do AHM, estão localizados nesta praça o Edifício Paula Souza, hoje pertencente à FATEC, o Quartel do Comando Geral da Polícia Militar, a Paróquia Nossa Senhora Auxiliadora, e a Escola Estadual Prudente de Moraes.

## Revista
A revista do Arquivo Municipal foi criada em junho de 1934. Na época o Prefeito da Cidade era Antônio Carlos de Assunção. Um dos objetivos do impresso é a publicação, na íntegra, dos documentos históricos que constam no acervo.
Um ano após o lançamento foi incorporada ao recém-criado Departamento de Cultura e Recreação e passou a circular mensalmente. A linha editorial foi diversificada e foram publicados artigos de autores estrangeiros e pesquisas sobre história, etnologia, sociologia, antropologia e questões voltadas à preservação da memória nacional.
A publicação foi ganhando destaque e se tornou um importante veículo de comunicação para a intelectualidade paulistana, paulista e brasileira. Nos anos de 1930, a Revista chegou a ser distribuída em outros países, tendo uma tiragem recorde de 2000 exemplares.
Além da transcrição de documentos existentes no Arquivo, também foram publicados estudos de autores como Afonso de Taunay, Caio Prado Jr., Mário de Andrade, Paulo Duarte, Claude LéviStrauss, Florestan Fernandes e Antônio de Alcântara Machado.
A revista não teve por grande parte do tempo uma periodicidade regular, ela chegou a ficar dez anos sem circular e foi retomada no ano de 2002. Entre os volumes mais destacados estão os que homenagearam os 70 anos da própria publicação e os 450 anos da cidade de São Paulo.

## Coleção de Fotografias
O Arquivo Histórico de São Paulo ainda conta com uma coleção de fotografias que estão disponíveis para consulta a cerca de dez anos. O acervo iconográfico que apresenta grande valor histórico tem imagens produzidas sobretudo na primeira metade do século XX.
As temáticas principais giram em torno das ações municipais desenvolvidas na estrutura urbana, sobretudo na área em que a expansão urbana ocorre de forma mais acelerada, entre as décadas de 1920 e 1950.
As fotografias têm três eixos temáticos predominantes:
a) documentação urbana: registros do cotidiano na cidade, como por exemplo pavimentação de  logradouros, aberturas  de  vias e construção de edifícios públicos.
b) assessoria  de  imprensa: cobertura de ações oficias dos prefeitos, como por exemplo inaugurações e eventos políticos.
c) fundos  particulares: são as mais recentes e registram a vida social pública e privada dos donos originais do acervo, por exemplo através de retratos de família e ambientes  domésticos.
São cerca de 5 mil fotografias, entre álbuns, montagens, positivos e negativos simples. A maioria da coleção de fotografias está disponível na internet.

## Dicionário de Ruas
O AHM desenvolveu uma ferramenta intitulada "Dicionário de Ruas" que permite o acesso a informações do nome dos logradouros públicos da capital paulista. Foram compilados os dados da documentação disponível na instituição para a criação do site.

## ArquiAmigos
A Associação Amigos do Arquivo Histórico Municipal foi criada no dia 24 de setembro de 2008. A instituição visa contribuir para o aprimoramento cultural, técnico e administrativo do Arquivo Histórico Municipal e fomentar entre a população os valores do direito à Memória e da garantia de acesso universal à informação A Associação produz um informativo sobre o Arquivo.

## Acervo
Como exemplares do acervo, temos: mapas e boletins referentes aos recenseamentos da população; livros de receita e despesa da Câmara Municipal; os livros de contas correntes e caixa da municipalidade; livros de tombo; livros de cemitérios; e os livros de protocolo, entrada e saída de papéis, da Câmara Municipal e da Prefeitura de São Paulo.